# Таулесс, Дэйвид
Дэйвид Джеймс Таулесс (англ. David James Thouless; 21 сентября 1934 — 6 апреля 2019) — британский и американский физик-теоретик, специалист по физике конденсированного состояния. Лауреат Нобелевской премии по физике (2016).

## Биография
Дэйвид Таулесс родился в шотландском городке Берсден, а вырос в Кембридже. Его родители были преподавателями: мать — английской литературы, а отец — психологии. Таулесс учился в Винчестерском колледже, а затем поступил в Кембриджский университет. Здесь он познакомился с Хансом Бете, который пригласил его в Корнеллский университет, где Таулесс получил степень PhD. После краткого периода работы в лаборатории имени Лоуренса, в 1959 году учёный вернулся на родину для работы в группе Рудольфа Пайерлса в Бирмингемском университете. В 1965 году Таулесс получил должность профессора математической физики в Бирмингеме, где проработал до 1980 года, когда стал профессором физики Вашингтонского университета в Сиэтле.
Учёный был женат на Маргарет Скрейз (англ. Margaret Scrase), с которой познакомился ещё в Корнелле и которая позже работала патобиологом в Вашингтонском университете. У них было трое детей, которые тоже стали учёными и преподавателями.

## Научная деятельность
Таулесс является автором работ по ядерной физике, статистической механике и физике конденсированного состояния. Наибольшую известность получили его идеи, которые касаются топологических состояний материи и которые оказались чрезвычайно плодотворными в различных областях физики. В начале 1970-х годов совместно с Дж. Майклом Костерлицем он разработал теорию фазовых переходов в двумерных системах, согласно которой в таких системах при низких температурах существуют своеобразные топологические возмущения — так называемые вихри. Фазовый переход, связанный с разрушением таких вихрей, известен как переход Березинского — Костерлица — Таулеса. К концу 1970-х годов существование такого перехода было экспериментально подтверждено в сверхтекучем гелии; аналогичные процессы могут наблюдаться в тонких плёнках сверхпроводящих и магнитных материалов.
В 1980-е годы в работах Таулесса была продемонстрирована топологическая природа квантового эффекта Холла, что позволило объяснить ступенчатую зависимость холловского сопротивления от магнитного поля даже при наличии в системе беспорядка. В классической работе Дэйвида Таулесса, Махито Кохмото, Питера Найтингейла и Марселя ден Нёйса, опубликованной в 1982 году в журнале Physical Review Letters, была рассмотрена задача о двумерном электронном газе в периодическом потенциале. Зонная структура такого газа представляет собой так называемую бабочку Хофштадтера, которая, как выяснилось, обладает необычным свойством: замкнутый интеграл по границе зоны Бриллюэна, описывающий холловскую проводимость, задаёт квантовое число, получившее название инварианта ТКНН (по первым буквам авторов работы). Вскоре было установлено, что этот инвариант является частным случаем числа Черна — разновидности топологического инварианта — и может быть также описан на языке фазы Берри. Применение идей топологии к физике квантового эффекта Холла впоследствии привело к открытию топологических изоляторов.
Известны также энергия Таулесса, характеризующая перенос электронов в случайных проводящих средах, и так называемый «насос Таулесса» — концепция, описывающая перенос заряда в квантовой топологической системе при адиабатическом изменении её параметров.

## Награды и членства
- Член Лондонского королевского общества (1979)[11][12]
- Премия Хольвека (1980)
- Член Американской академии искусств и наук (1981)
- Премия Фрица Лондона (1984)
- Член Американского физического общества (1987)
- Премия Вольфа по физике (1990)
- Медаль Дирака (1993)
- Член Национальной академии наук США (1995)[13]
- Премия Онсагера (2000)
- Нобелевская премия по физике (2016)

## Избранные публикации
Книги
- Thouless D.J. The quantum mechanics of many-body systems. — Academic Press, 1961.
  - Русский перевод: Таулес Д. Квантовая механика систем многих частиц. — М.: Мир, 1963.
  - Второе издание: Таулес Д. Квантовая механика систем многих частиц / Пер. с англ. — 2-е изд. — М.: Мир, 1975.
- Thouless D.J. Topological Quantum Numbers in Nonrelativistic Physics. — World Scientific, 1998.

Основные научные статьи
- Thouless D.J. Stability conditions and nuclear rotations in the Hartree-Fock theory // Nuclear Physics. — 1960. — Vol. 21. — P. 225—232. — doi:10.1016/0029-5582(60)90048-1.
- Edwards J.T., Thouless D.J. Numerical studies of localization in disordered systems // Journal of Physics C: Solid State Physics. — 1972. — Vol. 5. — P. 807—820. — doi:10.1088/0022-3719/5/8/007.
- Kosterlitz J.M., Thouless D.J. Ordering, metastability and phase transitions in two-dimensional systems // Journal of Physics C: Solid State Physics. — 1973. — Vol. 6. — P. 1181—1203. — doi:10.1088/0022-3719/6/7/010.
- Thouless D.J. Electrons in disordered systems and the theory of localization // Physics Reports. — 1974. — Vol. 13. — P. 93—142. — doi:10.1016/0370-1573(74)90029-5.
- Thouless D.J., Anderson P.W., Palmer R.G. Solution of 'Solvable model of a spin glass' // Philosophical Magazine. — 1977. — Vol. 35. — P. 593—601. — doi:10.1080/14786437708235992.
- Thouless D.J. Maximum Metallic Resistance in Thin Wires // Physical Review Letters. — 1977. — Vol. 39. — P. 1167—1169. — doi:10.1103/PhysRevLett.39.1167.
- De Almeida J.R.L., Thouless D.J. Stability of the Sherrington-Kirkpatrick solution of a spin glass model // Journal of Physics A: Mathematical and General. — 1978. — Vol. 11. — P. 983—990. — doi:10.1088/0305-4470/11/5/028.
- Anderson P.W., Thouless D.J., Abrahams E., Fisher D.S. New method for a scaling theory of localization // Physical Review B. — 1980. — Vol. 22. — P. 3519—3526. — doi:10.1103/PhysRevB.22.3519.
- Thouless D.J., Kohmoto M., Nightingale M.P., den Nijs M. Quantized Hall Conductance in a Two-Dimensional Periodic Potential // Physical Review Letters. — 1982. — Vol. 49. — P. 405—408. — doi:10.1103/PhysRevLett.49.405.
- Thouless D.J. Quantization of particle transport // Physical Review B. — 1983. — Vol. 27. — P. 6083—6087. — doi:10.1103/PhysRevB.27.6083.